# Three Rivers (Califórnia)
Three Rivers é uma Região censo-designada localizada no estado americano da Califórnia, no Condado de Tulare.

## Demografia
Segundo o censo americano de 2000, a sua população era de 2248 habitantes.

## Geografia
De acordo com o United States Census Bureau tem uma área de 117,5 km², dos quais 117,5 km² cobertos por terra e 0,0 km² cobertos por água.

## Localidades na vizinhança
O diagrama seguinte representa as localidades num raio de 40 km ao redor de Three Rivers.